# ناین کوئینز
ناین کوئینز (انگلیسی: Nine Queens؛ اسپانیایی: Nueve Reinas‎) یک فیلم درام در سبک جنایی، سرقت به کارگردانی فابیان بیلینسکی است که در سال ۲۰۰۰ منتشر شد. از بازیگران آن می‌توان به ریکاردو دارین اشاره کرد.
این فیلم نامزد دریافت ۲۸ جایزهٔ مختلف بود که ۲۱ جایزه را از آنِ خود کرد و امروزه یک فیلم کلاسیک در سینمای آرژانتین محسوب می‌شود.
«ناین کوئینز» نام یک قطعه تمبر بسیار نایاب است که موضوعِ این فیلم است و داستان حول تلاش دو خلاف کار خیابانی برای بدست اوردن این تمبر می گذرد.